# Nagyréde
Nagyréde nagyközség Heves vármegyében, a Gyöngyösi járásban.

## Fekvése
Gyöngyöstől mintegy nyolc kilométerre nyugatra fekszik, a 3-as főút mellett. Zsáktelepülésnek tekinthető, központja csak a főút irányából érhető el, a 24 139-es úton.

## Története
A falu igen gazdag múltját kétkötetes monográfiában dolgozta föl a néhai dr. Molnár József, a falu szülötte. Első fennmaradt okleveles említése 1275-ben történt villa Rede inferior (Alsóréde falu) alakban. Birtokosa ekkor az Aba nemzetség Rédey ága volt. E család leszármazottai a települést két részre osztották, így Alsó-, Kis- Szentmártonréde valamint Felsőréde és Nagyréde, Boldogasszony-Réde és Fancsatelke nevű falurészekre. A 15. században a rokoncsaládok kihalása, beházasodás, zálogbaadás és királyi adományok folytán más nemesi családok is birtokrészhez jutottak (Csányi, Szuhai, Jákófi stb.) 1415–1446 között. Egy 1435-ös határjárólevél megemlíti, hogy a mostani 3-as főút vonalán haladó országos jelentőségű kereskedelmi útvonalon Nagyréde határában kőhíd állt. Rédeszentmártont és Szentmártonrédét 1450–1464 között Boldogasszonyréde nevű falurészként is említették a források. Kisréde 1544-ben török hódoltság alá került, 1549-ben végleg elnéptelenedett, pusztává lett. A török kiűzését követően a Rákóczi-család bírta a falu legnagyobb részét. A település gazdálkodását a szőlőművelés és bortermelés határozta meg már a 16. századtól, s ezt a művelési ágat folytatták a következő évszázadokban is. A 19. század végén a filoxéra teljesen kipusztította a falu szőlőültvényeit. Ekkor a szarvasmarha-tenyésztés vált uralkodóvá. A 20. század elején újra a szőlőművelés került előtérbe, ezen belül is a szőlőoltványok termelése vált meghatározóvá. Ezt segítette az 1897-ben megszervezett hitelszövetkezet. Az ipari vállalkozások közül a Vitál Márton által létesített tégla- és cserépgyár volt a legjelentősebb, mely 1930-ig látta el a környéket termékeivel.

## Közélete

### Polgármesterei
| Név                 | Párt                 | Terminus  | Megjegyzés / Források |
| ------------------- | -------------------- | --------- | --- |
| Tóth László         | független            | 1990–1991 | Az 1990-es választás eredményei: |
| Balázs József       | …                    | 1991–2014 | az 1991-es időközi választás eredményei: |
| Balázs József       | Fidesz–KDNP–MDF–FKgP | 1991–2014 | Az 1994. december 11-én megtartott választáson az 1041 érvényesen leadott szavazatból, négy jelölt közül 620 szavazatot szerzett meg, amivel 59,56%-os eredményt ért el. |
| Balázs József       | Fidesz               | 1991–2014 | Az 1998-as választás eredményei: |
| Balázs József       | Fidesz               | 1991–2014 | A 2002-es választás eredményei: |
| Balázs József       | Fidesz               | 1991–2014 | A 2006-os választás eredményei: |
| Balázs József       | Fidesz–KDNP          | 1991–2014 | A 2010. október 3-án megtartott választáson az 1265 érvényesen leadott szavazatból, három jelölt közül 623 szavazatot szerzett meg, amivel 49,25%-os eredményt ért el.   |
| Siposné Fodor Judit | független            | 2014–     | A 2014. október 12-én megtartott választáson az 1479 érvényesen leadott szavazatból, négy jelölt közül 751 szavazatot szerzett meg, amivel 50,78%-os eredményt ért el.   |
| Siposné Fodor Judit | független            | 2014–     | A 2019. október 13-án megtartott választáson az 1598 érvényesen leadott szavazatból, két jelölt közül 864 szavazatot szerzett meg, amivel 54,07%-os eredményt ért el.    |
| Siposné Fodor Judit | független            | 2014–     | A 2022-es időközi választáson az 1687 érvényesen leadott szavazatból, három jelölt közül 853 szavazatot szerzett meg, amivel 50,56%-os eredményt ért el.                 |
| Siposné Fodor Judit | független            | 2014–     | A 2024. június 9-én megtartott választáson egyedüli jelöltként indult, így az 1096 érvényesen leadott szavazat 100 %-át szerezte meg (291 szavazat érvénytelen volt).    |

A településen 2022. november 13-án időközi polgármester-választást (és képviselő-testületi választást) kellett tartani, mert a képviselő-testület augusztus 24-én feloszlatta magát. A választáson a hivatalban lévő településvezető is elindult, és három jelölt közül, az abszolút többséget valamelyest meghaladó szavazatszámmal megerősítette pozícióját.
Jelenlegi hegybírója ifj. Csernyik István, a falu szülöttje.

## Népesség
A település népességének változása:
| Lakosok száma | 3131 | 3153 | 3154 | 3202 | 3160 | 3131 | 3100 |
|               | 2013 | 2014 | 2015 | 2021 | 2022 | 2023 | 2024 |

2001-ben a település lakosságának 99%-a magyar, 1%-a német nemzetiségűnek vallotta magát.
A 2011-es népszámlálás során a lakosok 84%-a magyarnak, 0,4% németnek mondta magát (15,9% nem nyilatkozott; a kettős identitások miatt a végösszeg nagyobb lehet 100%-nál). A vallási megoszlás a következő volt: római katolikus 60,2%, református 2%, evangélikus 0,3%, görögkatolikus 0,2%, felekezeten kívüli 10,5% (26,1% nem nyilatkozott).
2022-ben a lakosság 90,9%-a vallotta magát magyarnak, 1% románnak, 0,3% németnek, 0,2% szlováknak, 0,1-0,1% ukránnak és cigánynak, 3,1% egyéb, nem hazai nemzetiségűnek (9,1% nem nyilatkozott; a kettős identitások miatt a végösszeg nagyobb lehet 100%-nál). Vallásuk szerint 42,5% volt római katolikus, 2,4% református, 0,3% görög katolikus, 0,2% evangélikus, 1,9% egyéb keresztény, 0,8% egyéb katolikus, 9,9% felekezeten kívüli (41,8% nem válaszolt).

## Sportélet
A település labdarúgócsapata a Szőlőskert-Nagyréde SC, amelyet 1948-ban alapítottak. A klub színei a zöld–fekete, többször nyert megyei másod- és első osztályú bajnokságot. A 2005–06-os idényben az NB III-ban szerepelt.

## Látnivalók
- Római katolikus templom − 1874. november 5-én szentelték fel, az 1667-ben megerősített régi templom alapjaitól való újjáépítése után.
- Zsellérház – hagyományosan berendezett parasztház
- Fáy-kúria: egyik termében kapott helyet a "Falusi Galéria", ahol Molnár József festőművész képeiből önálló képtárat alakítottak ki.
- Brezovay-kastély
- Izsák (Isaak)-kastély
- Bormúzeum
- A művelődési ház előcsarnokát díszíti egy sgraffito, melyet szintén Molnár József készített 1963-ban, és a nagyrédei lakodalmas kedvű, zenés, táncos, színes falu forgatagát ábrázolja.
- A napközis otthon homlokzatát Kóthay Nándor szobrászművész „Sárkányölő” című domborműve díszíti.
- 1983 őszén állították fel a község főterén, a mai Erzsébet téren, Szentirmai Zoltán Munkácsy Mihály-díjas szobrászművész alkotását, amely szőlőprést ábrázol, oldalain indákkal, fürtökkel, fürge gyíkkal és seregéllyel, az évszázadok óta itt virágzó szőlő-és borkultúrát jelképezve.

## Képek

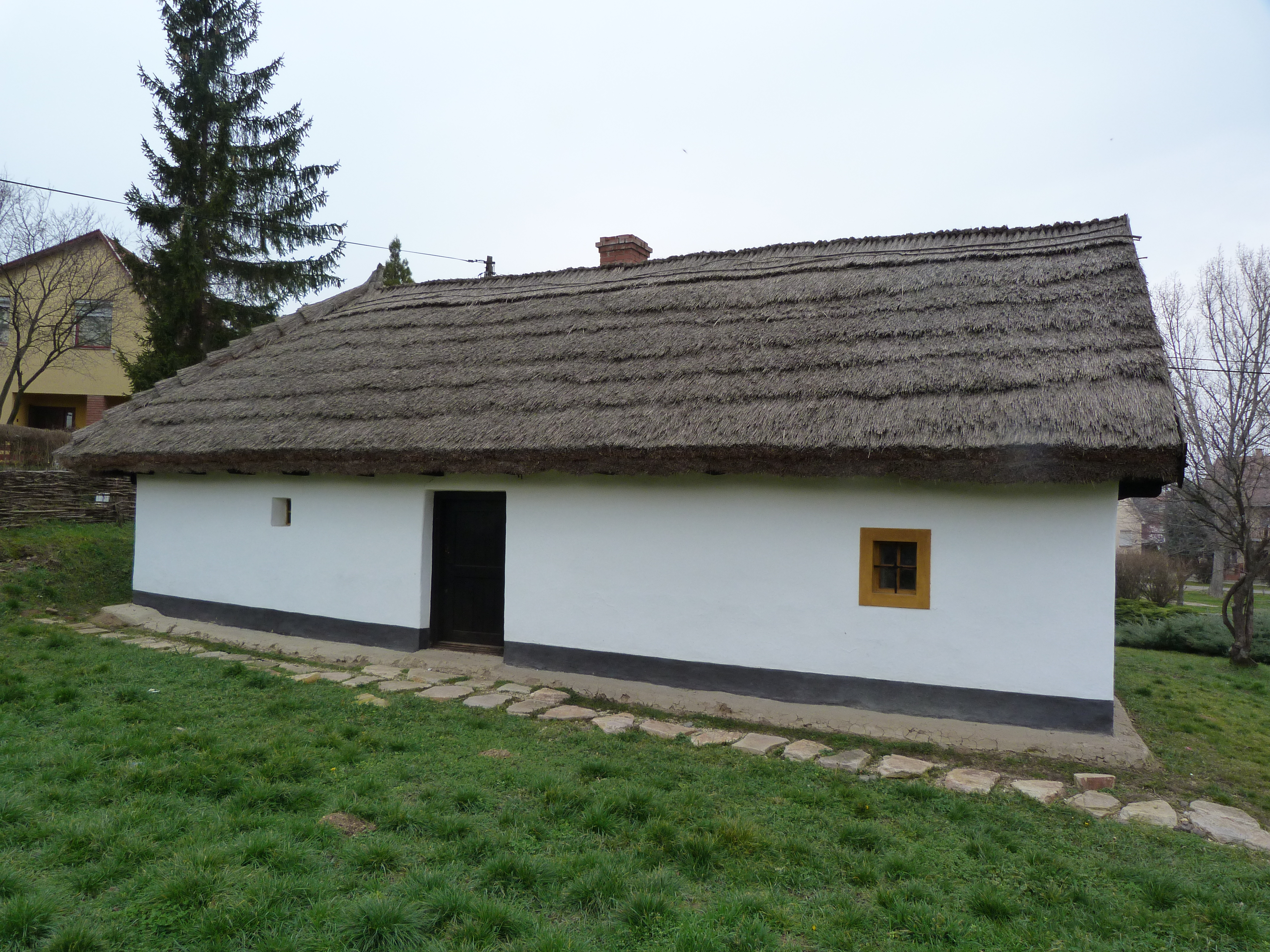
Zsellérház
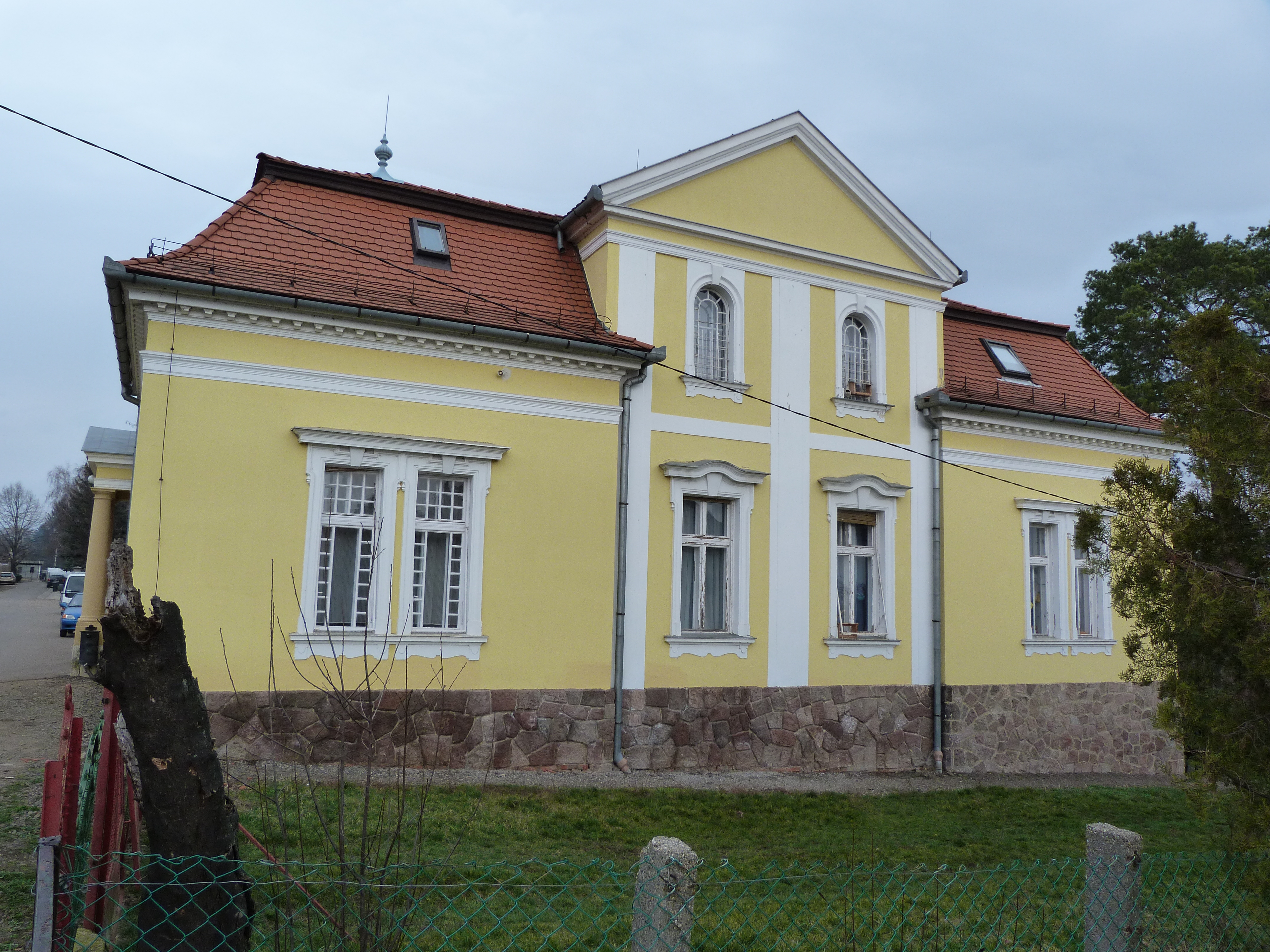
Brezovay kastély
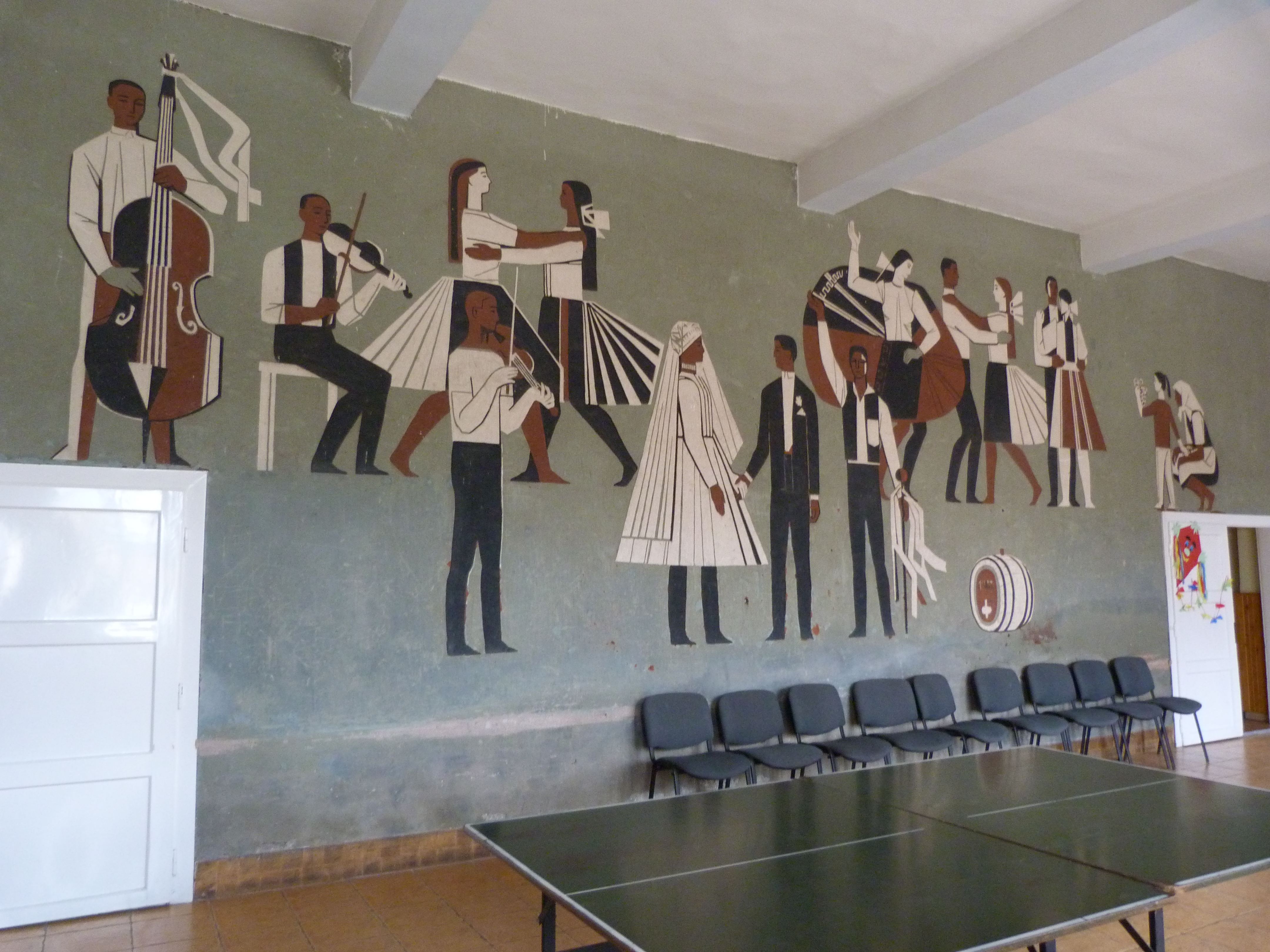
Molnár József – Lakodalmas, 1963
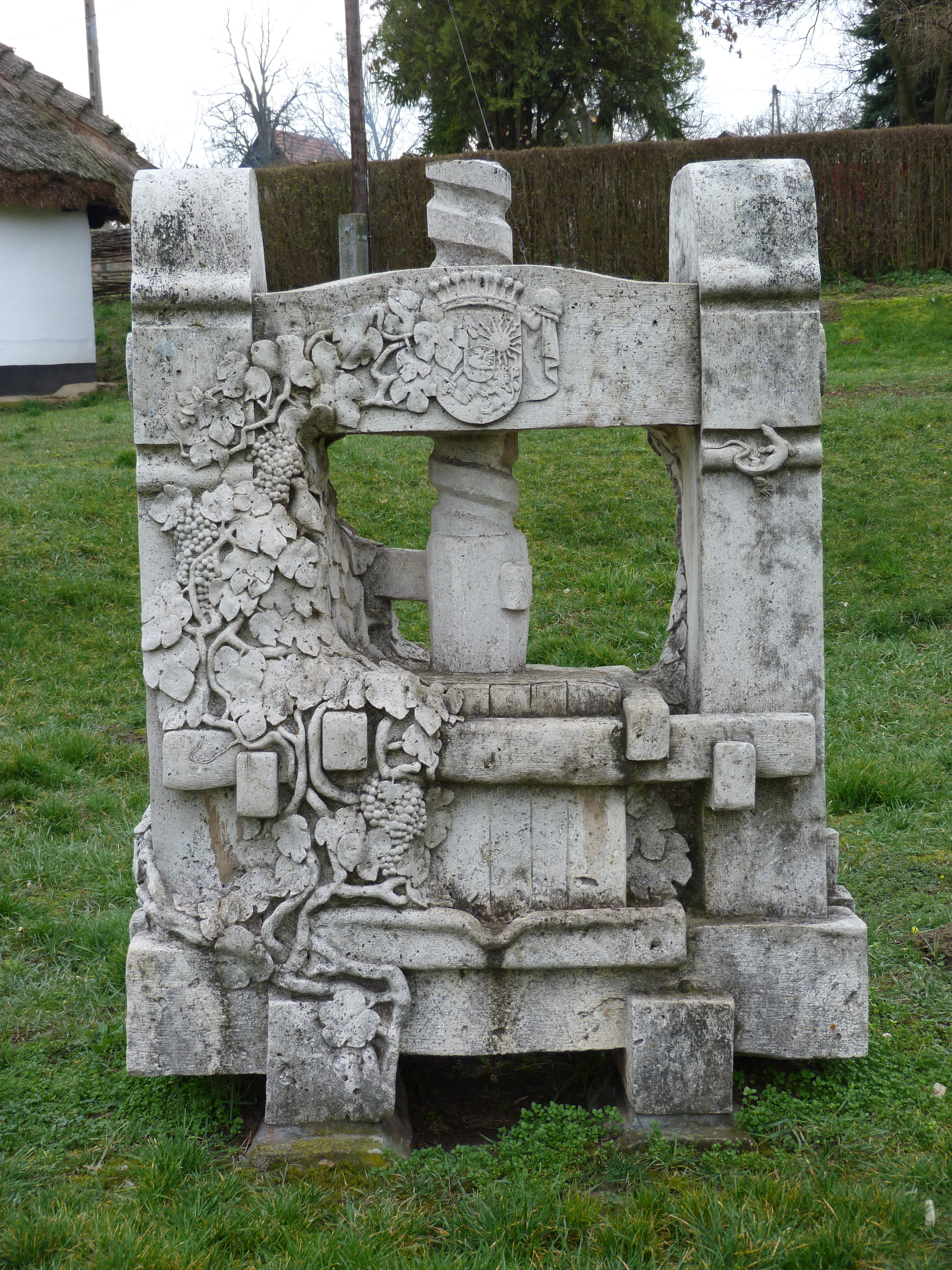
Szőlőprés